# Peter von Cornelius

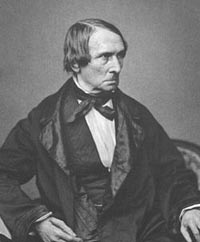
Peter von Cornelius, ca. 1850

Peter von Cornelius (Düsseldorf, 23 september 1783 – Berlijn, 6 maart 1867) was een Duits kunstschilder en een belangrijke vertegenwoordiger van de Nazareners. Hij richtte zich vooral op het schilderen van fresco's.

## Leven en werk
Cornelius was een zoon van kunstschilder Aloys Cornelius en diens vrouw Anna Cosse. Hij werd samen met zijn broer Lambert persoonlijk opgeleid in de schilderkunst door zijn vader, die docent was aan de Kunstakademie Düsseldorf.
In 1811 trok Cornelius naar Rome en raakte daar bevriend met Johann Friedrich Overbeck, Philipp Veit en Friedrich Wilhelm Schadow. Zij werden de leidende figuren van het kunstgenootschap de Nazareners. In die periode specialiseerde Cornelius zich in de monumentale christelijke kunst, meer in het bijzonder de frescokunst. Hij wilde deze techniek nieuw leven inblazen, onder meer door zijn ontwerpen een Romeins kader te geven. Hij schilderde vooral christelijke taferelen, maar ook de liefde voor zijn Duitse vaderland speelde een rol. Frescokunst was volgens hem een onfeilbaar middel om de nieuwe richting en de tijdsgeest van de natie te weerspiegelen.
In 1816 beschilderde hij het Palazzo Zuccari op de Pincio voor de Pruisische consul-generaal Jakob Bartholdy. Samen met Overbeck, Veit en Schadow vervaardigde hij een reeks fresco’s (zelf maakte hij er twee) over de Bijbelse geschiedenis van Jozef, zoon van de aartsvader Jakob in de villa, die toentertijd Casa Bartholdy genoemd werd. Het succes van deze fresco’s opende vele deuren. In 1819 keerde hij terug naar Duitsland en ging er werken voor koning Lodewijk I van Beieren in München, voor wie hij onder andere de Glyptothek inrichtte. Lodewijk gaf hem ook de opdracht de Kunstacademie Düsseldorf te hervormen, wat Cornelius samen met Schadow ter hand nam. In Düsseldorf rekende hij onder andere Moritz von Schwind tot zijn leerlingen.
Een tijd lang reisde Cornelius op en neer tussen Düsseldorf en München, maar uiteindelijk koos hij toch voor de Academie van München. In 1824 werd hij er directeur, wat hem opnieuw de kans gaf grote fresco’s te schilderen, onder meer in de Ludwigskirche te München (onder andere Het Laatste Oordeel). Na een geschil tussen Cornelius en koning Lodewijk I, in 1840, vertrok Cornelius naar Berlijn. Daar maakte hij zijn ontwerpen voor de Campo Santo. Hij hield atelier in het paleis van graaf Atanazy Raczyński en schakelde over op een meer classicistische stijl. Hij overleed op 6 maart 1867, op 83-jarige leeftijd.
Als schilder werd Cornelius sterk beïnvloed door de kunstenaars uit het Quattrocento en door de barok. In zijn latere werken baseerde hij zich eerder op klassieke werken, onder andere van Raphaël.
Cornelius maakte ook naam als illustrator, onder andere bij het Nibelungenlied en werk van Dante en Goethe (Faust). Hij wordt vooral geroemd om zijn grote vaardigheid in het tekenen. Zijn kleurencombinaties, met name in de frescokunst, worden niet als bijzonder vernieuwend beschouwd.

## Galerij

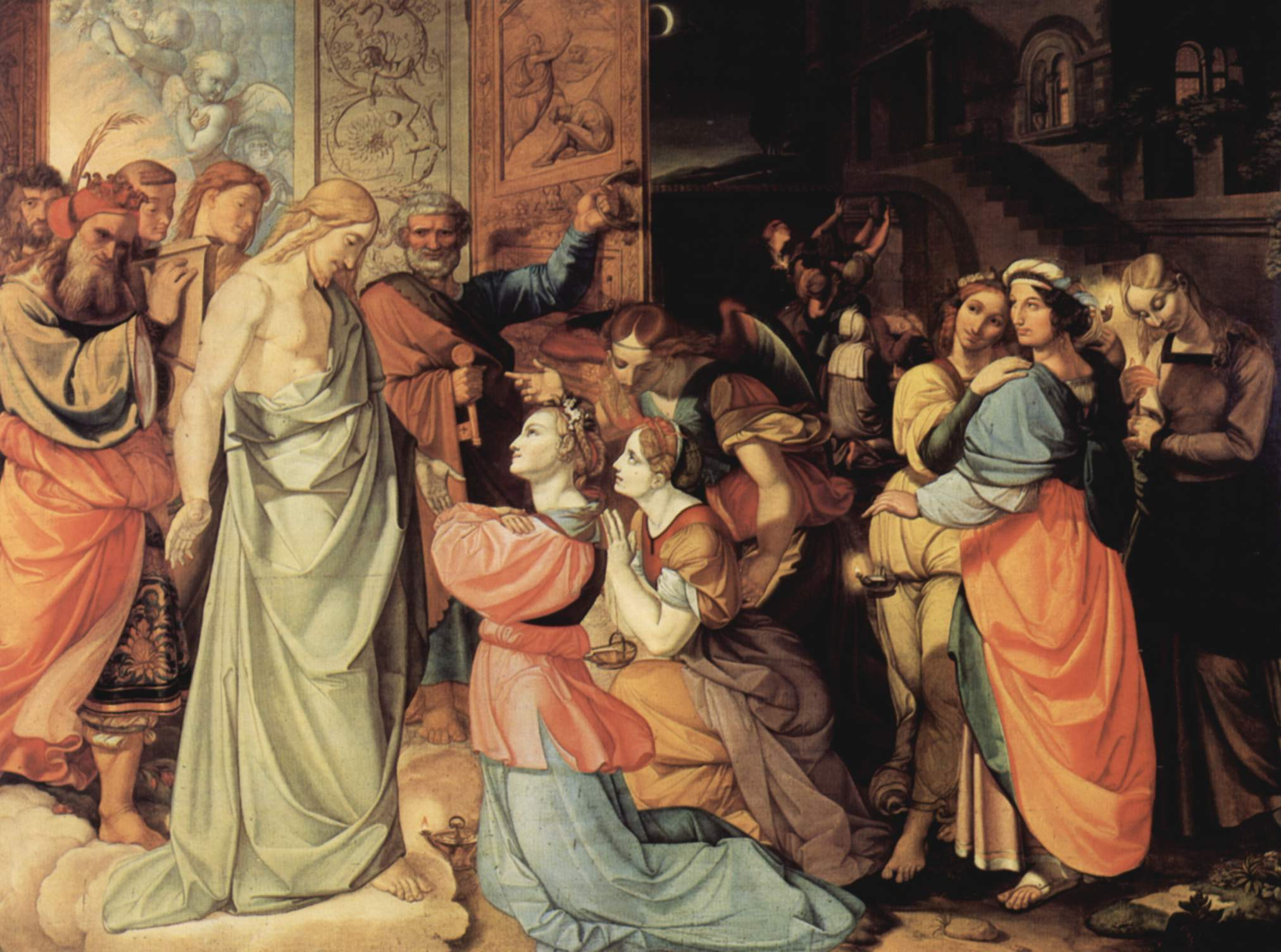
De wijze en de dwaze maagden, 1813
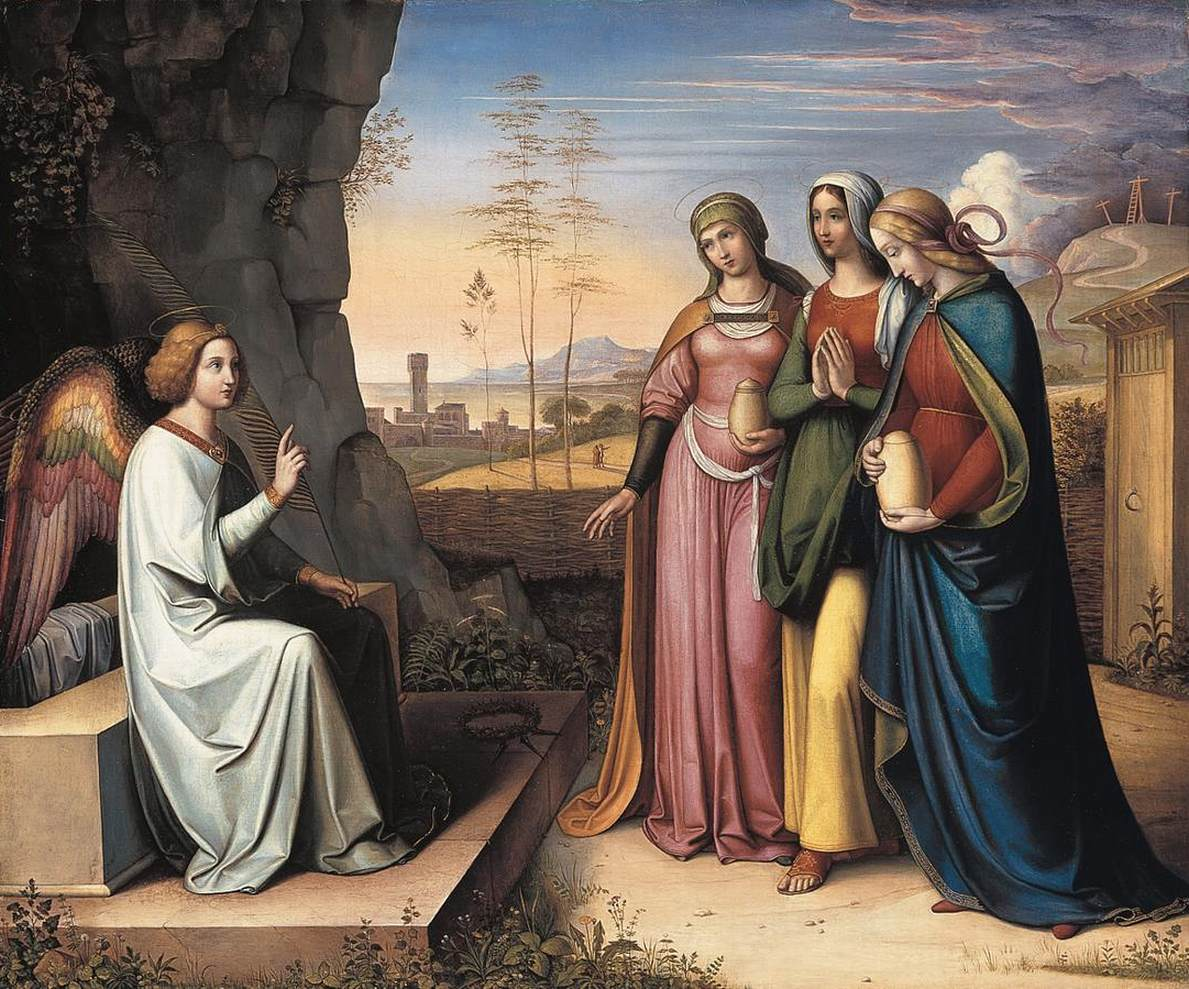
De drie Maria's bij het Heilig Graf, 1815-1821
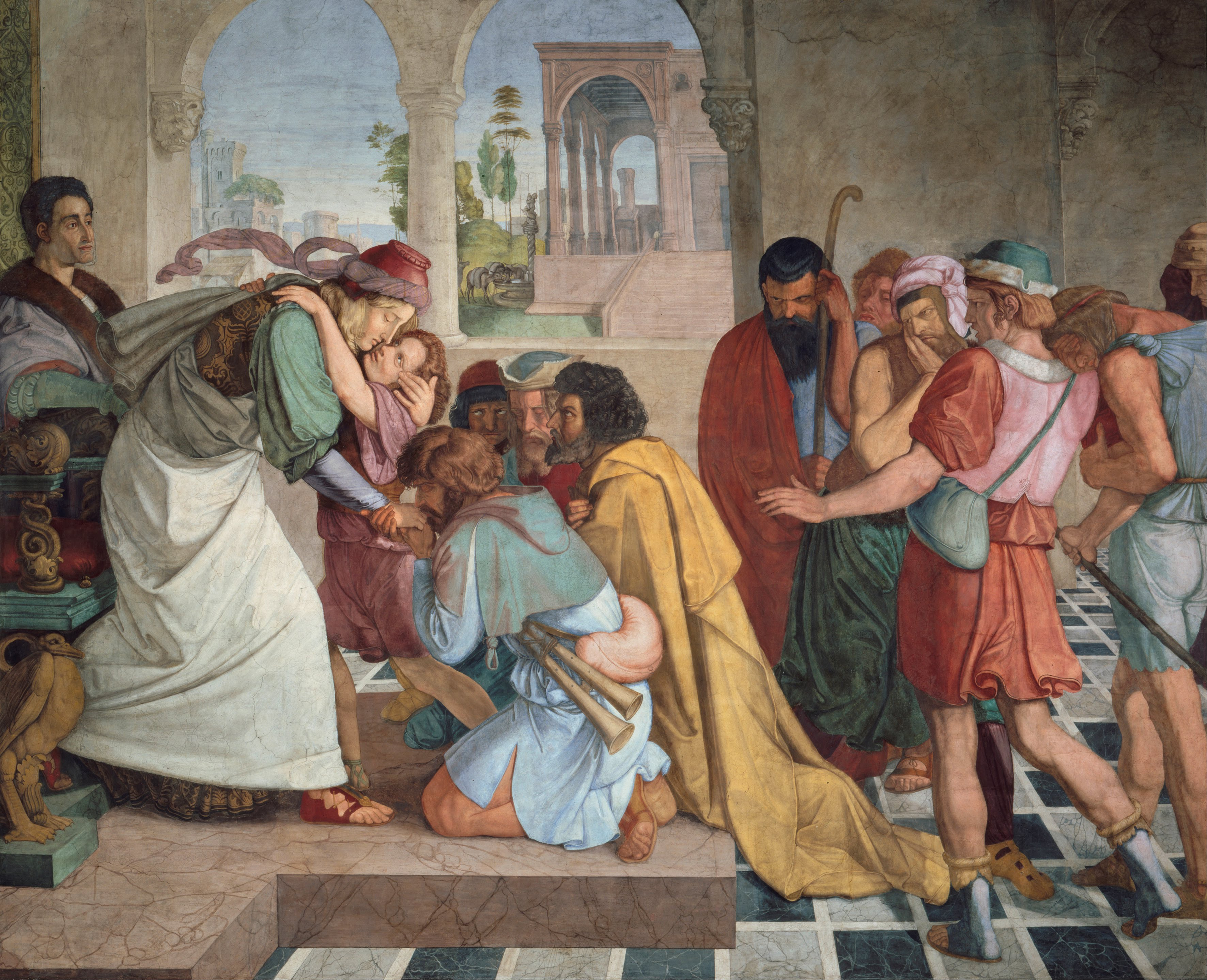
Jozef maakt zich bekend aan zijn broers, 1816-1817
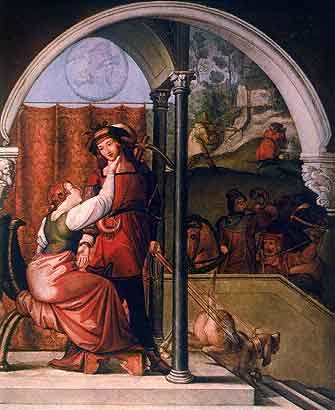
Siegfrieds afscheid, 1816-1817
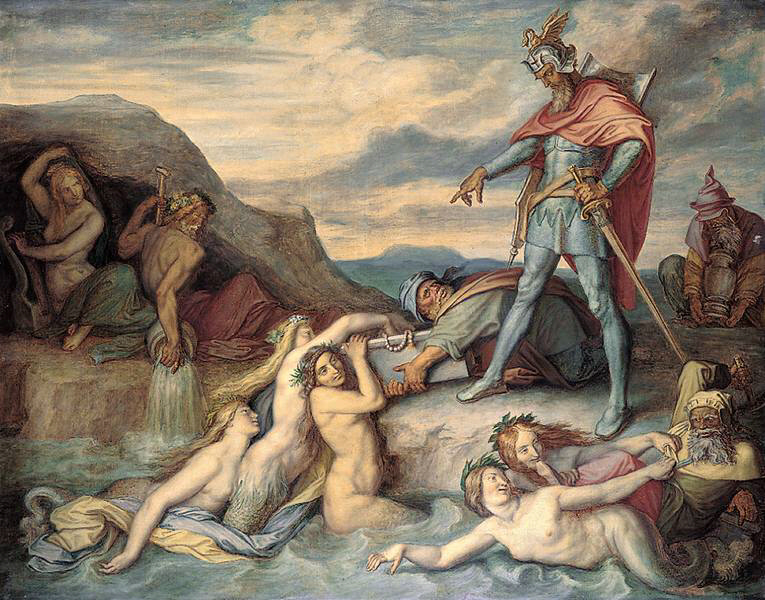
Hagen werpt de Nibelungenschat in de Rijn, 1859
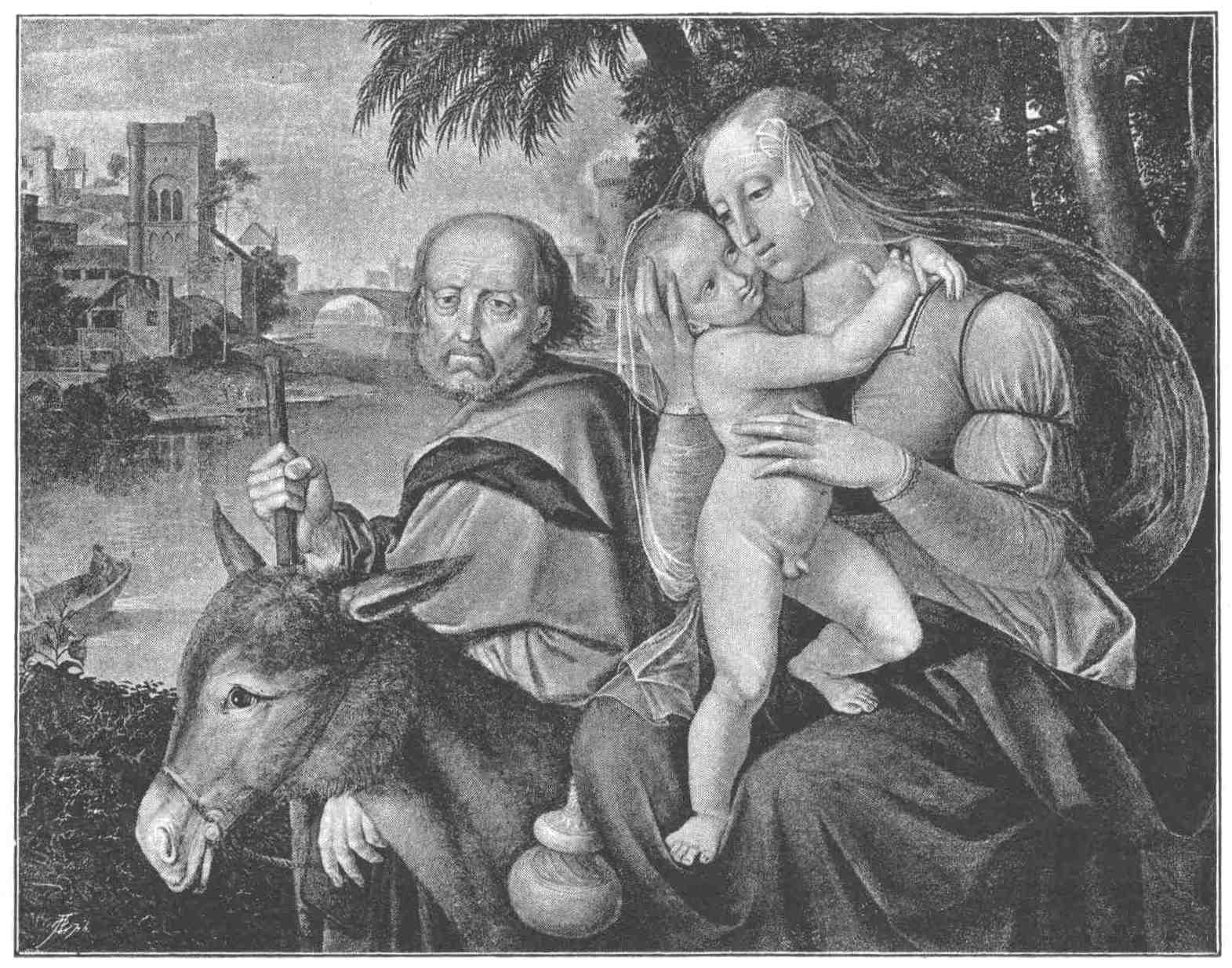
Rust op de vlucht naar Egypte (vernield tijdens de brand van 6 juli 1931 in het Glaspalast München